# Suðurland
Suðurland (en català vol dir Terra del Sud) és una de les 8 regions d'Islàndia. És la regió més extensa del país, ocupant una superfície de 24.256 km². Té una població 23.311 habitants (2007), amb una densitat de població de 0,87 habitants per quilòmetre quadrat. Alberga diversos rius i cascades, i a la seva zona nord cobreix una bona porció de la glacera Vatnajökull. El nucli de població més gran, que a la vegada és la capital de la regió, és Selfoss, que té 6.000 habitants.

## Població i territori
Suðurland és la regió més extensa de les vuit regions d'Islàndia. Té una superfície de 24.526 quilòmetres quadrats, que en termes d'extensió és similar a la de Macedònia del Nord. La capital és Selfoss. Segons dades de l'any 2007, té una població de 23.311 persones, amb una densitat de població era de 0,87 habitants per quilòmetre quadrat.
A la seva zona occidental es troba la vall Þingvellir. En aquesta vall, l'any 930 es va fundar l'Alþingi, una de les institucions parlamentàries més antigues del món. A la zona sud-occidental es troben les Illes Westman o Vestmannaeyjar, un arxipèlag format per 15 illes, de les quals la més gran és Heimaey, amb 13,4 km² i 4.045 habitants (2008). El segueix Surtsey, amb 1,4 km².
Els antics Parc Nacional Skaftafell i Parc Nacional de Jökulsárglijúfur, actualment estan units en el Parc Nacional de Vatnajökull. Està situat entre Kirkjubæjarklaustur i Höfn, al sud de la regió. Dins del parc, hi ha la vall de Mörsárdalur, la muntanya Kristinartindar i la glacera Skaftafellsjökull. El parc està dominat per la glacera del volcà Öræfajökull i el cim del Hvannadalshnúkur.

## Glaceres

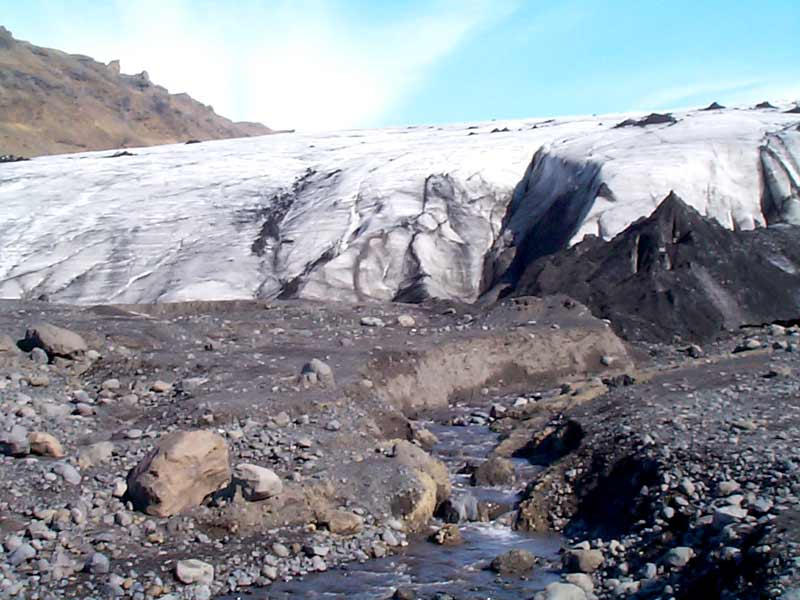
Glacera de Mýrdalsjökull

Al sud de la regió hi trobem tres glaceres: la glacera Tindfjallajökull, la Mýrdalsjökull i l'Eyjafjallajökull. Al nord es troben la glacera Langjökull, la Hofsjökull i la Vatnajökull. Les tres glaceres del sud es troben íntegrament a dins de la regió, mentres que les glaceres situades al nord estan compartides amb les regions de Vesturland, Norðurland vestra, Norðurland eystra i Austurland.

## Volcans

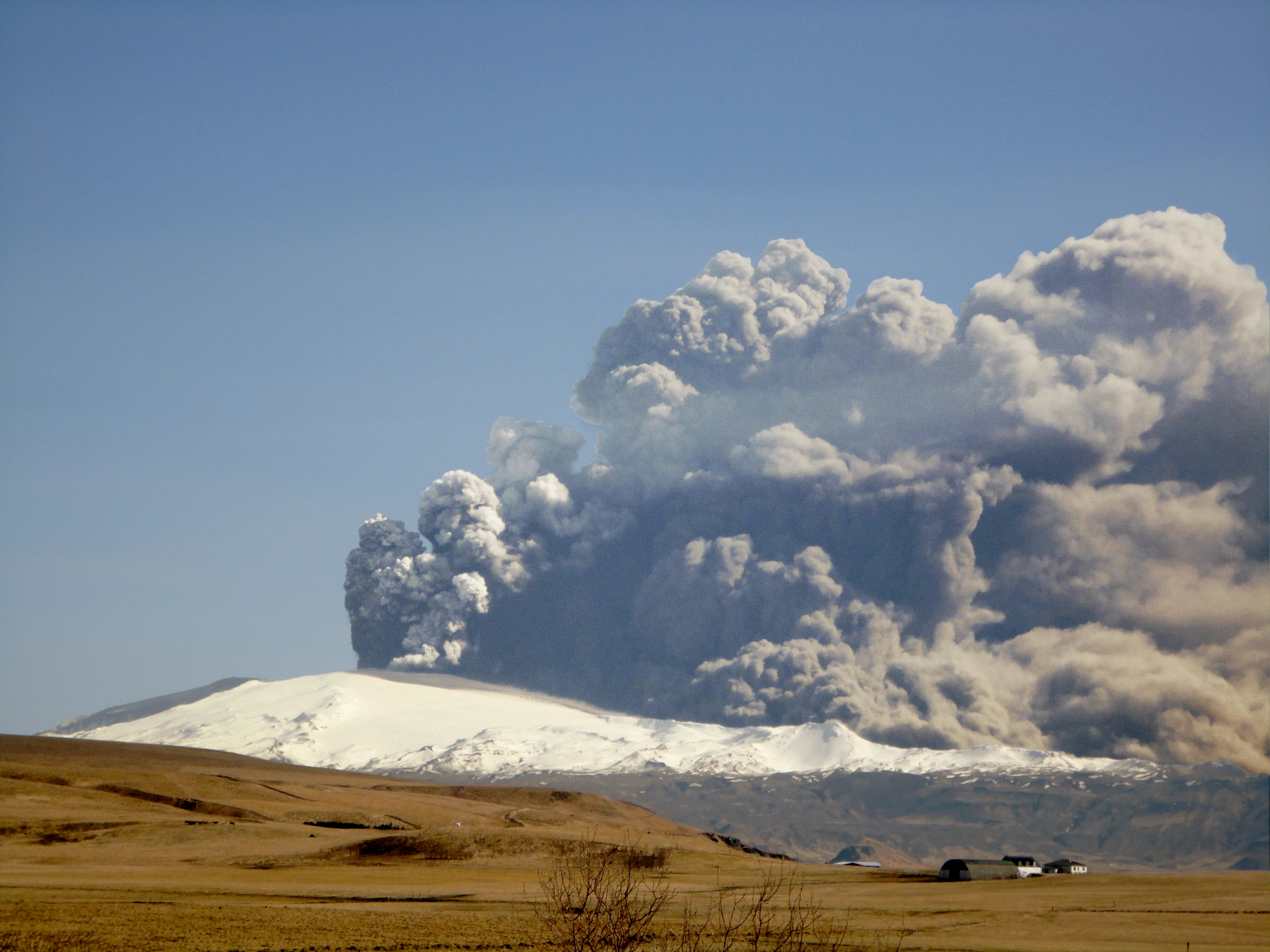
Erupció de l'Eyjafjallajökull, el 17 d'abril de 2010

La regió de Suðurland alberga diversos volcans. El volcà més conegut degut a la seva història més recent és l'Eyjafjalla, un estratovolcà de 1.666 metres d'altitud que es troba sota la glacera Eyjafjallajökull i té uns 700.000 anys. L'erupció més llarga d'aquest volcà de la qual es té coneixement va durar des de l'any 1821 fins al 1823. La seva última erupció fou el mes d'abril de l'any 2010. Aquesta erupció va obligar a tancar una bona part de cel europeu al transport aeri.
El volcà més actiu de la regió és l'Hekla, amb 1.491 msnm i 20 erupcions des de l'any 874, sent la darrera en el mes de febrer de l'any 2000. Una altra erupció famosa va ser la del volcà Laki, l'any 1783, que va durar vuit mesos, expulsant uns 14 quilòmetres cúbics de lava basàltica i núvols tòxics d'àcid fluorhídric i diòxid de sofre que van posar fi a la vida de 9.000 islandesos, produint també una fam de tres anys a tot el món. Un altre volcà destacat és el Katla, que des de l'any 930 ha tingut setze erupcions, la darrera l'any 1918. Altres volcans són el Bláhnúkur, el Eldfell, el Eldgjá, el Grímsvötn, el Hengill, el Hlöðufell, el Maelifell, el Skjaldbreiður, el Vatnafjöll i el Surtsey. El Surtseym, juntament amb el Jólnir, el Surtla i el Syrtlingur, pertanyen al tap marítim al sud-orient de la regió, inscrit des de l'ny 2008 en la llista del Patrimoni de la Humanitat de la Unesco.

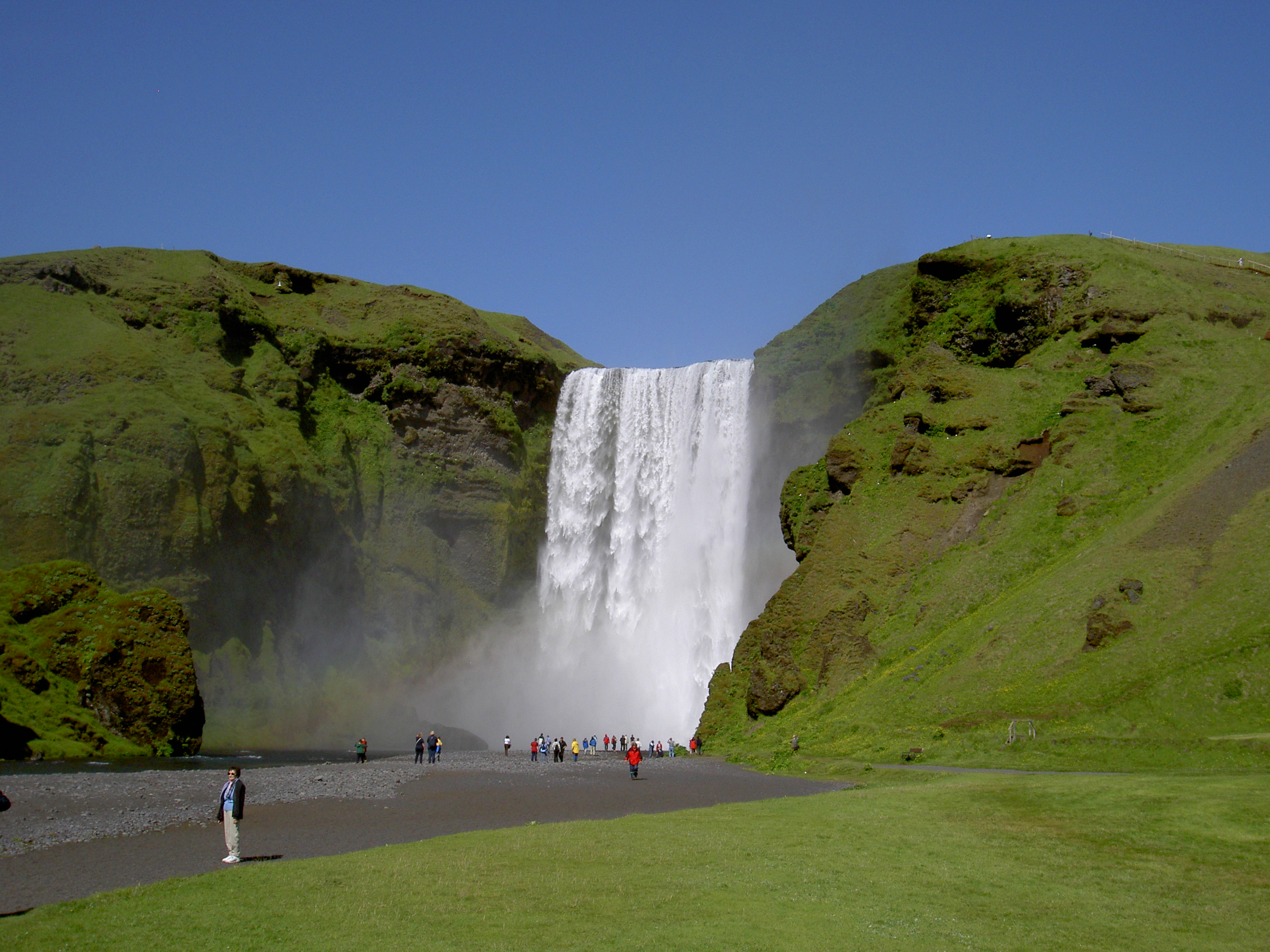
Cascada Skógafoss

## Rius, cascades i llacs
Els rius que es troben a la regió són tots d'origen glacial. El riu Thjórsá és el més llarg d'Islàndia, amb 230 km. Té el seu origen en la glacera Hofsjökull i flueix en direcció sud-oest a través de gorges estretes fins a la desembocadura a l'oceà Atlàntic. Els altres rius que recorren la regió de Suðurland són: el Hvitá, el Kúðafljót, el Markarfljót, el Ölfusá, el Skógá, el Sog, el Skaftá, el Tungnaá i l'Oxara. En el seu recorregut, es troben les cascades de Fagrifoss, Faxi, Gjáin, Gljufrafoss, Gullfoss, Hjálparfoss, Háifoss, Seljalandsfoss, Skógafoss, Systrafoss, Ófærufoss i Öxarárfoss. A la zona nord es troba al seu torn els llacs Hágöngulón, que rep les aigües del desglaç del Vatnajökull, el Grímsvötn, el Hvítárvatn, el Þingvallavatn i el Þórisvatn.

## Comtats
Dins d'aquesta regió es troben tres comtats: Árnessýsla, Rangárvallasýsla i Vestur-Skaftafellssýsla. Cada comtat està dividit en diversos municipis, i cada municipi pot tenir una o diverses localitats.

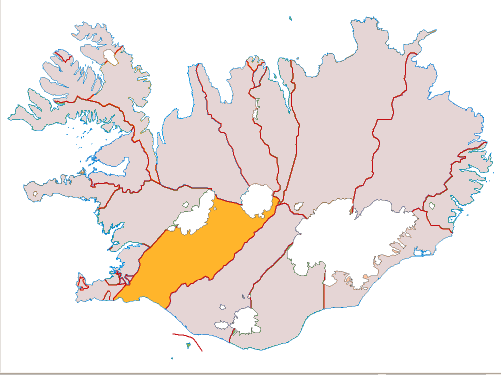
Comtat d'Árnessýsla

### Árnessýsla
Árnessýsla és el comtat més gran de la regió pel que fa a la seva extensió, amb una superfície de 8.287 quilòmetres quadrats. La població s'eleva a la xifra dels 12.294 habitants, amb una densitat poblacional d'1,37 habitants per quilòmetre quadrat. Es localitza entre el riu Thjórsá, per l'est, i els camps de lava de Svínahraun, per l'oest. Les principals activitats del comtat són l'agricultura i el turisme. A la part nord es troben les glaceres de Hofsjökull i Langjökull. Árnessýsla comprèn els següents municipis:

Comtat de Rangárvallasýsla

- Árborg
- Bláskógabyggð
- Flóahreppur
- Grímsnes- og Grafningshreppur
- Hrunamannahreppur
- Hveragerðisbær
- Ölfus
- Skeiða- og Gnúpverjahreppur

### Rangárvallasýsla
Rangárvallasýsla és el segon comtat de la regió en extensió i en nombre d'habitants, amb 7.365 quilòmetres quadrats habitats per 3.378 persones. Per tant, la densitat poblacional és de 0,42 habitants per quilòmetre quadrat. L'elevació mitjana és aquest comtat és de 170 msnm. Rangárvallasýsla comprèn els següents municipis:

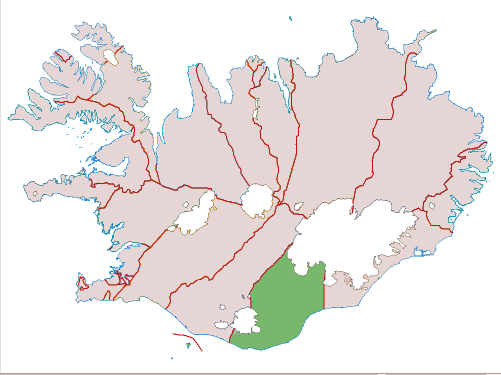
Comtat de Vestur-Skaftafellssýsla

- Ásahreppur
- Rangárþing eystra
- Rangárþing ytra

### Vestur-Skaftafellssýsla
Vestur-Skaftafellssýsla és el tercer comtat de la regió en extensió i nombre d'habitants. Posseeix una superfície total de 5.663 quilòmetres quadrats, una població total de 961 persones (2009) i una de les densitats més baixes del país, amb només 0,16 hab/km². En aquest comtat es troba el punt més austral de l'illa: Kötlutangi. A prop de la localitat de Kirkjubæjarklaustur hi trobem el Parc Nacional Skaftafell. Vestur-Skaftafellssýsla comprèn només dos municipis:
- Mýrdalshreppur
- Skaftárhreppur